# Бук крупнолистный
Бук крупноли́стный (лат. Fagus grandifolia) — вид цветковых растений рода Бук (Fagus) семейства Буковые (Fagaceae).

## Распространение и экология
В природе ареал вида охватывает восточные районы Северной Америки — от Новой Шотландии (Канада) до реки Сент-Мерис и южного побережья Верхнего озера, затем через штаты Индиана, Кентукки, Теннесси и Миссисипи до устья реки Миссисипи, потом по берегу Мексиканского залива до Атлантического океана на границе штатов Джорджия и Южная Каролина. Отдельный обширный ареал существует к западу от Миссисипи на территории штатов Техас, Луизиана и Арканзас. В центральных районах Мексики изолированно встречается подвид бука крупнолистного — Бук мексиканский (Fagus grandifolia subsp. mexicana).
В Западной Европе введён в культуру с конца XVIII века, где иногда разводится в парках и садах в качестве декоративного растения с красивой осенней листвой. В России культивируется с начала XIX века.
Образует чистые и смешанные леса с берёзой аллеганской (Betula alleghaniensis), клёном сахарным (Acer saccharum), a на юге — с липой американской (Tilia americana), лириодендроном тюльпановым (Liriodendron tulipifera), черёмухой поздней (Prunus serotina) и другими древесными породами.
Растёт на разнообразных почвах, лучшего развития достигает южнее Великих озёр на плодородных, достаточно влажных почвах.

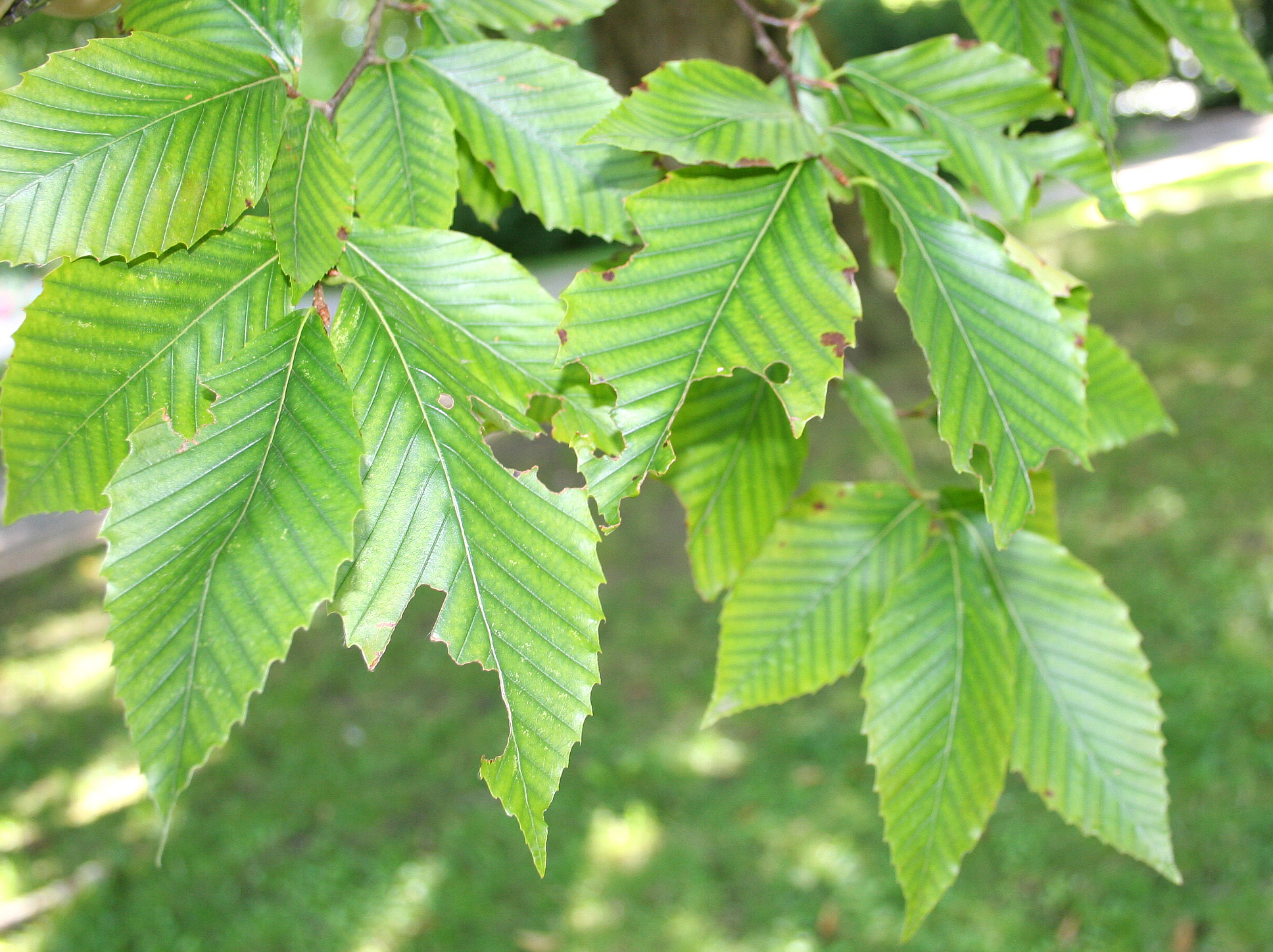
Листья

## Ботаническое описание
Дерево высотой 20—25 м (иногда до 40 м) при диаметре ствола 0,6—1,0 м (иногда до 1,2 м). На открытых местах крона широкояйцевидная, низко опущенная по стволу.
Почки длиной 2—2,5 см, веретенообразные, острые. Листья эллиптические, на вершине заострённые, длиной 6—12 см, шириной 2,5—6 см, с 9—14 парами жилок, грубопильчатые, молодые шелковистые, зрелые, обыкновенно, голые, сверху тёмно-синевато-зелёные, снизу светло-зелёные. Осенью приобретают красно-бурые оттенки.
Околоцветник тычиночных цветков с тупыми долями; тычинок 8—16. Плюска длиной около 2 см, с прямыми и искривлёнными шиловидными придаточными листочками, на ножках длиной 0,5—1,0 см.
Орехи длиной 1,2—1,8 см, равные по длине лопастям плюски или короче её.
На родине листораспускание происходит в апреле, опадание листьев в октябре — декабре. Цветение в апреле — мае, плодоношение в августе — октябре.

## Классификация

### Таксономия
Вид Бук крупнолистный входит в род Бук (Fagus) семейства Буковые (Fagaceae) порядка Букоцветные (Fagales).
|  |                                      |  |                                                             |                                                             |                   |  | ещё 7 семейств (согласно Системе APG II) | ещё 7 семейств (согласно Системе APG II) |                       |  |  |  | ещё 10 видов |
|  |                                      |  |                                                             |                                                             |                   |  | ещё 7 семейств (согласно Системе APG II) | ещё 7 семейств (согласно Системе APG II) |                       |  |  |  | ещё 10 видов |
|  |                                      |  |                                                             | порядок Букоцветные                                         |                   |  |                                          |                                          | род Бук               |  |  |  |              |
|  |                                      |  |                                                             | порядок Букоцветные                                         |                   |  |                                          |                                          | род Бук               |  |  |  |              |
|  | отдел Цветковые, или Покрытосеменные |  |                                                             |                                                             | семейство Буковые |  |                                          |                                          | вид Бук крупнолистный |  |  |  |              |
|  | отдел Цветковые, или Покрытосеменные |  |                                                             |                                                             | семейство Буковые |  |                                          |                                          |                       |  |  |  |              |
|  |                                      |  | ещё 44 порядка цветковых растений (согласно Системе APG II) | ещё 44 порядка цветковых растений (согласно Системе APG II) |                   |  |                                          | ещё 9 родов                              | ещё 9 родов           |  |  |  |              |
|  |                                      |  |                                                             | ещё 44 порядка цветковых растений (согласно Системе APG II) |                   |  |                                          |                                          | ещё 9 родов           |  |  |  |              |

### Подвиды
В рамках вида выделяют ряд подвидов:
- Fagus grandifolia subsp. grandifolia
- Fagus grandifolia subsp. mexicana (Martínez) A.E.Murray

[syn.  Fagus mexicana Martínez — Бук мексиканский]